# فيناغرادني
فيناغرادني (بالروسية: Виноградное)، (باللاتينية: Vinagradnee) (بالعربية: فيناغرادني)، قرية في مقاطعة تشوي، في قيرغيزستان. بلغ عدد سكانها حوالي 1028 نسمة في عام 2015.